# Беллс, Антонио
Антонио Беллс (род. 6 июля 1948) — политический деятель Палау, занимавший пост вице-президента Палау и министра юстиции с 17 января 2013 года по 19 января 2017 года.
Он окончил Университет Монтаны по специальности экономика. Антонио является бывшим членом Палаты делегатов Палау от штата Нгараард после выборов 1996 года. Он дважды был спикером Палаты делегатов, с апреля 2004 г. по ноябрь 2004 г. и с апреля 2007 г. по ноябрь 2008 г.